# Mieszków (województwo lubuskie)
Mieszków (do 1945 niem. Beinsdorf, górnołuż. Bjenišow) – wieś w Polsce położona w województwie lubuskim, w powiecie żarskim, w gminie Trzebiel.
W latach 1975–1998 miejscowość administracyjnie należała do województwa zielonogórskiego.

## Zabytki
Do wojewódzkiego rejestru zabytków wpisany jest:
- dwór, z XIX wieku.